# سام بیلی (بازیکن فوتبال)
سام بیلی (انگلیسی: Sam Bayley؛ زادهٔ نوامبر ۱۸۷۸) بازیکن فوتبال اهل بریتانیا است.
از باشگاه‌هایی که در آن بازی کرده‌است می‌توان به باشگاه فوتبال بیرمنگام سیتی و باشگاه فوتبال لیمینگتون اشاره کرد.